# Sechs Stücke für das Pianoforte opus 31
Sechs Stücke für das Pianoforte is een reeks composities van Christian Sinding. De zes werkjes voor piano zijn waarschijnlijk geschreven op verzoek van Sindings muziekuitgeverij C.F.Peters Musikverlag, die hier eenvoudig geld mee trachtte te verdienen. De uitgaven (in twee boekwerkjes) verschenen in 1896, maar zijn een eeuw later geheel vergeten. Dat in tegenstelling tot zijn volgende bundel onder dezelfde titel, maar dan opus 32.
De zes deeltjes zijn:
- Allegro energico
- Albumblatt (nicht schnell,  mit freiem Vortrag)
- Tempo di Menuetto
- Impromptu (Agitato)
- Chant sans paroles (Andante)
- Allégresse